# Žarnovica (chráněný areál)
Žarnovica je chráněný areál ve správních územích města Turčianske Teplice a obce Háj v okrese Turčianske Teplice v Žilinském kraji na Slovensku. Území bylo vyhlášeno v roce 1994 a jeho rozloha je 1,85 hektaru. Předmětem ochrany je meandrující vodní tok Žarnovica, který v daném prostředí představuje hodnotný krajinný, biologický a ekostabilizační prvek s výskytem vzácné, ohrožené a chráněné fauny, vázané na vodní prostředí a s přirozeným charakterem vegetace.